# Landgrafenschloss Sontra
Koordinaten: 51° 4′ 5″ N, 9° 56′ 1″ O

Das Landgrafenschloss von Sontra; Zeichnung von 1630 des Landgrafen Moritz von Hessen-Kassel

Das Landgrafenschloss Sontra, auch Altes Schloss genannt, war ein aus einer früheren Burg hervorgegangenes Schloss der hessischen Landgrafen in der Stadt Sontra im Werra-Meißner-Kreis. Es befand sich unmittelbar südwestlich der Kirche innerhalb der alten Stadtmauer.

## Geschichte
Eine bei der Pfarrkirche gelegene landgräfliche Burg wurde 1368 erstmals erwähnt. Sie wurde 1491 erneuert und ausgebaut und diente danach den Landgrafen zeitweilig als Jagdschloss und später als Amtshaus. Die Anlage überstand den großen Stadtbrand von 1558, da man in einem nahen Teich ausreichend Löschwasser verfügbar hatte. Im Jahre 1594 wurden der Marstall und das sogenannte Fruchthaus wegen Baufälligkeit abgerissen und neu errichtet. Anfang des 17. Jahrhunderts ließ Landgraf Moritz von Hessen-Kassel einen neuen Schlossbau im Stil der Spätrenaissance errichten, der den Schlosshof zwischen dem alten Schlossgebäude an der Nordseite und dem ihm gegenüber liegenden zweigeschossigen Marstall nach Westen hin abschloss. Der neue Bau scheint spätestens im Jahre 1611 fertig gewesen zu sein. Das als Amtshaus dienende bisherige Schloss, das nunmehr als „Alter Bau“ bezeichnet wurde, erhielt in dieser Zeit zwei stattliche, in Fachwerk ausgeführte zusätzliche Stockwerke zur Lagerung von Naturalabgaben.

## Die Anlage
Das neue Schloss war ein in Gänze aus Stein ausgeführter Bau, den Landgraf Moritz selbst, nachdem er 1627 von den hessischen Landständen zur Abdankung gezwungen worden war, im Oktober 1630 in mehreren Zeichnungen darstellte. Das Schloss war ein zweigeschossiger, zehnachsiger Bau von 100 Fuß (ca. 29 m) Länge und 30 Fuß (ca. 8,6 m) Breite. Die Dachausführung ist auf jeder der drei vorhandenen Zeichnungen verschieden. Die erste Zeichnung zeigt einen Schweifgiebel an der nördlichen Stirnseite, einen zentralen Zwerchgiebel an der (westlichen) Gartenseite und einen Treppenturm an der (östlichen) Hofseite. Die zweite Darstellung zeigt einen Mittelrisaliten mit Altan an der nördlichen Stirnseite sowie drei Zwerchgiebel an der Gartenseite. Auf der dritten Zeichnung hat das Schloss zwei Zwerchgiebel an der Gartenseite. Die verschiedenen Darstellungen stellen vermutlich Vorschläge zum weiteren Ausbau des Gebäudes dar, das seit 1627 zur Rotenburger Quart gehörte.
Das Gebäude grenzte den bebauten Raum des Schlosskomplexes nach Westen ab. An seiner Westseite befand sich ein großer Garten oder Park, der bis zur Stadtmauer reichte, auf deren Außenseite an dieser Stelle die Straße vom Oberen Tor nach Königswald (über Berneburg und Rockensüß) verlief. Der innere Schlosshof wurde im Norden vom Alten Bau, im Süden vom Marstall und im Westen vom neuen Schlossbau umgeben. Das fünfachsige Amtshaus, der „Alte Bau“, von 90 Fuß Länge und 40 Fuß Breite hatte zwei Steingeschosse und zwei Fachwerkgeschosse sowie einen mittigen Zwerchgiebel auf jeder der beiden Längsseiten. Der Marstall hatte die gleichen Grundmaße wie der Alte Bau, war aber nur zweistöckig. Der innere Hof war an seiner Ostseite durch eine Mauer mit Portal vom Vorhof getrennt, der wiederum gänzlich mit Wirtschaftsgebäuden umbaut war: Pferdestall im Süden entlang der Stadtmauer, Scheune, Viehställe und Backhaus. Die Einfahrt in den Schlossbezirk war von Norden an der Stadtkirche vorbei unmittelbar östlich des Alten Baus in den Vorhof. Die Stadtmauer umfasste den Gebäudekomplex auf der Süd- und Westseite, mitsamt dem westlich des neuen Schlosses gelegenen Park und Garten.

## Ende
Nur vier Jahre nachdem Landgraf Moritz seine Skizzen angefertigt hatte, steckten Kroatische Reiter in der Weihnachtsnacht 1634 die Stadt Sontra in Brand. Der größte Teil der Stadt fiel ihm zum Opfer, und auch die Schlossanlage wurde nachhaltig zerstört. Nur der ehemalige Marstall wurde so weit wiederhergestellt, dass er noch bis ins 18. Jahrhundert als Amthaus bzw. Renterei der Landgrafen von Hessen-Rotenburg diente. Im 20. Jahrhundert wurden die Reste der Anlage abgebrochen. Lediglich die Außenmauern eines Nebengebäudes, das zum Wohnhaus umgebaut wurde, blieben stehen.